# Comandamentul Forțelor pentru Operații Speciale
Comandamentul Forțelor pentru Operații Speciale este comandamentul forțelor speciale al Armatei Române format la 1 martie 2018 din fosta Brigadă 6 Operații Speciale „Mihai Viteazul”. Comandamentul Forțelor Speciale are sediul la Târgu Mureș și este structura prin care Șeful Statului Major General exercită controlul asupra tuturor unităților Forțelor Speciale.

## Istorie

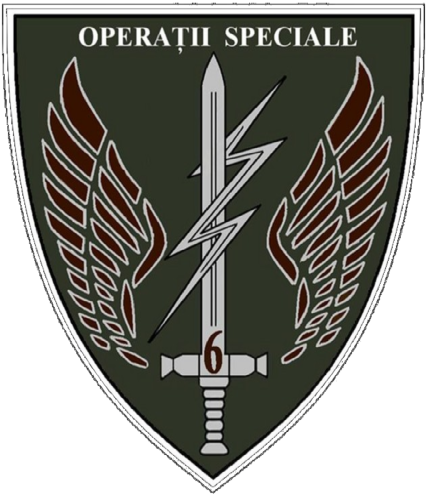
Insigna fostei Brigăzi a 6-a Operațiuni Speciale

La sfârșitul anilor 1990, Forțele Armate Române au luat în considerare posibilitatea fondării unei forțe unificate de operații speciale. Șefii Statului Major Român au avut discuții în care au căutat să decidă dacă să mențină ordinele de luptă existente ale unităților de elită încorporate în fiecare categorie separată de forțe (forțele terestre, forțele aeriene și marină), sau să creeze una nouă, o unitate integrată. Ei au decis asupra ultimei variante, având în vedere integrarea viitoare a României în NATO (la vremea respectivă).
Schimbări rapide au avut loc rapis după atacurile din 11 septembrie 2001, când a fost luată decizia de a crea această nouă unitate.
Selecția a început în 2003. Patru națiuni aliate — Statele Unite ale Americii, Regatul Unit, Israel și Turcia — au consiliat procesul de selecție, încorporând experiența lor în noul batalion SOF – Batalionul 1 Operații Speciale „Vulturii”. La 1 august 2009 a fost înființat Regimentul 1 Operații Speciale. 
În pregătirea pentru crearea unității militare, mai multe unități de elită au fost desființate. Printre acestea s-au numărat batalionul 119 Cercetare Oradea, batalionul 56 Parașutiști Caracal – Deveselu, batalionul 64 Parașutiști Titu – Boteni și batalionul 62 Parașutiști Câmpia Turzii. Toate, cu excepția ultimei, au fost unități de elită care au participat la un număr mare de exerciții internaționale, cu desfășurări în străinătate.
În 2017, s-a anunțat că Armata României urmează să formeze un Comandament al Forțelor Speciale pentru a extinde operațiunile comune în forțele aeriene, terestre și maritime. La 1 martie 2018, cu ocazia Zilei Forțelor de Operațiuni Speciale, în garnizoana Târgu Mureș a fost înființat Comandamentul Forțelor de Operații Speciale. Brigada 6 de Operații Speciale a fost transformată oficial în Comandamentul Forțelor Speciale pe 25 octombrie 2018. În aceeași zi, a primit noul steag de luptă.

## Structură
- Comandamentul Forțelor Speciale din Târgu Mureș
  - Batalionul 51 Operații Speciale „Vulturii” din Târgu Mureș
  - Batalionul 52 Operații Speciale „Băneasa – Otopeni” Buzău
  - Batalionul 53 Comando „Smaranda Brăescu” din Bacău
  - Batalionul 54 Sprijin „Horea, Cloșca și Crișan” din Târgu Mureș[8]
  - Divizionul 164 Forțe Navale pentru Operații Speciale Mangalia
  - Școala de Instruire a Forțelor de Operații Speciale „Burebista” din Vlădeni
    - Centrul de Instruire pentru Operații Speciale Navale din Mangalia

### Batalionul 51 Operații Speciale „Vulturii”

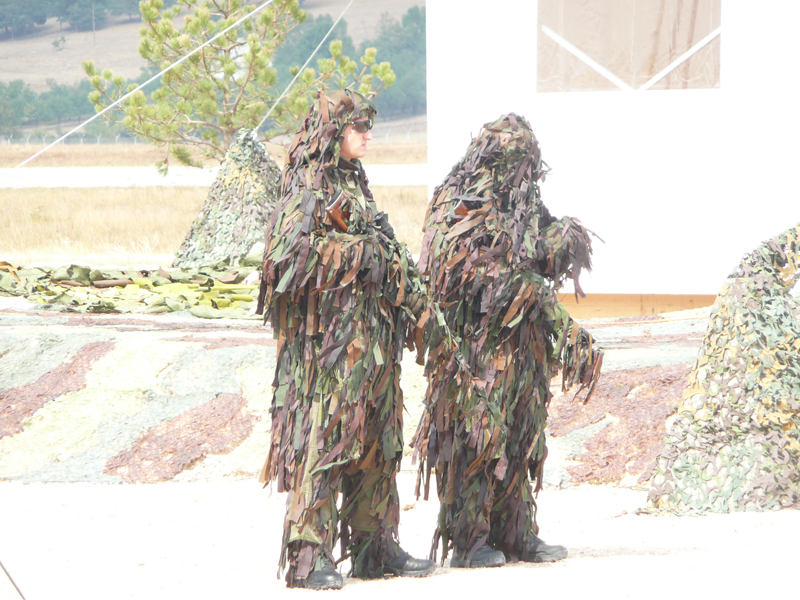
Echipa de lunetiști din Batalionul 1 de Operații Speciale

Batalionul 1 Operații Speciale „Vulturii”, în prezent Batalionul 51 Operații Speciale „Vulturii”, a fost creat la 1 martie 2003.  Batalionul a devenit operațional la sfârșitul anului 2005. Membrii batalionului au beneficiat de cursuri în străinătate, precum cursul Forțelor Speciale ale Armatei SUA, cursul Force Recon al Corpului Marin al Statelor Unite, precum și alte cursuri. Forțele Speciale ale Armatei SUA au trimis și mai mulți instructori care au staționat în România pentru perioade de până la 6 luni o dată. Forțele Speciale Turce au fost, de asemenea, puternic implicate în consilierea în procesul de selecție, datorită numărului mare de exerciții desfășurate anterior în comun cu diverse unități din România. Regatul Unit și Israel au trimis de asemenea instructori, deși nu este clar din ce unități provin.
Batalionul de operații speciale a devenit complet operațional în 2007, o companie fiind deja activă din 2006. Elemente ale batalionului au fost dislocate în Afganistan. O victimă notabilă a acestei desfășurări a fost căpitanul (maior postum) Tiberius-Marcel Petre, care a fost ucis într-un schimb de focuri. A fost distins postum cu Ordinul Steaua României și Medalia Steaua de Bronz a SUA.
Întrebat dacă membrii unității vor participa la misiuni reale în străinătate, fostul ministru al Apărării Naționale Teodor Atanasiu a răspuns „cu certitudine”.
Batalionul 1 a fost redenumit ca Batalionul 610 la 25 octombrie 2011. Numele actual este Batalionul 51 Operații Speciale.

### Batalionul 52 Operații Speciale „Băneasa–Otopeni”

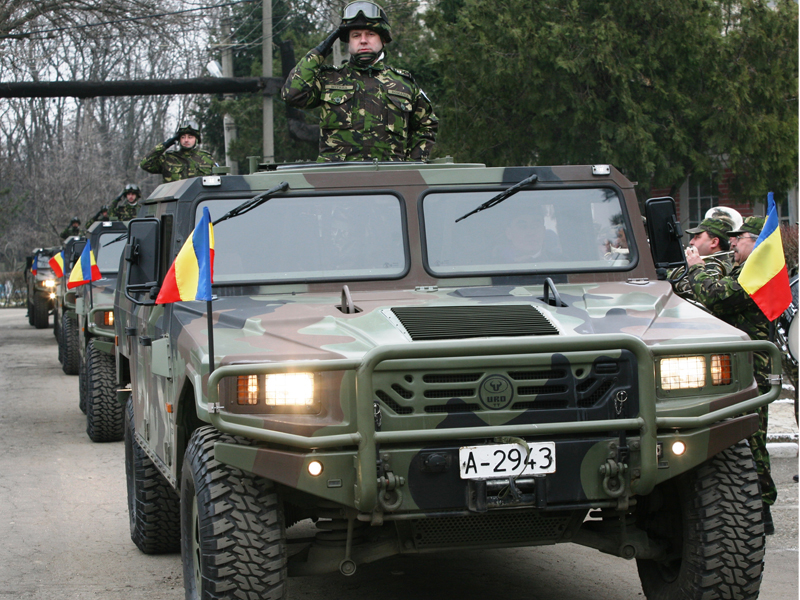
Parașutiști români pe VAMTAC.

Batalionul 52 Operații Speciale „Băneasa – Otopeni” era cunoscut anterior ca Batalionul 60 Parașutiști „Băneasa–Otopeni”, fiind principala unitate de parașutiști a Forțelor Terestre Române. A fost înființată inițial în 1941. Anterior a fost subordonată Corpului 1 Armată Teritorial, iar sediul său este situat în Buzău. Batalionul a făcut parte din Brigada 2 Parașutiști (cartier general la Clinceni), care a fost desființată în 2005 ca urmare a unui program de reorganizare a Forțelor Terestre Române, pentru a atinge standardele NATO. Batalionul 60 Parașutiști „Băneasa–Otopeni” a fost redenumit ca Batalionul 620 Operații Speciale în 2011.
Prima lor operațiune în străinătate a avut loc în 2009 în Kosovo, unde a fost desfășurată o unitate de 86 de oameni. Unitatea a fost echipată cu vehicule URO VAMTAC.

### Batalionul 53 Comando „Smaranda Brăescu”
Batalionul 53 Comando „Smaranda Brăescu” este o unitate de comando de parașutiști a Forțelor Armate Române. A fost cunoscut anterior sub denumirea de Batalionul 498 Parașutiști „Smaranda Brăescu”, un batalion de parașutiști al Forțelor Terestre Române, înființat la 30 noiembrie 1990. Anterior a fost subordonată Diviziei 4 Infanterie (sediul la Cluj-Napoca) iar sediul său este situat la Bacău. Batalionul a făcut parte din Brigada 4 Parașutiști (sediul la Bacău), care a fost desființată în 2005 ca urmare a unui program de reorganizare a Forțelor Terestre Române, pentru a atinge standardele NATO. Batalionul 498 Parașutiști „Smaranda Brăescu” a fost redenumit Batalionul 630 Parașutiști „Smaranda Brăescu” în 2011.

### Batalionul 54 Sprijin „Horea, Cloșca și Crișan”
Batalionul 54 Sprijin „Horea, Cloșca și Crișan”, fostul Batalion 640 Logistică, este responsabil cu comanda și sprijinul logistic al Comandamentului Forțelor de Operațiuni Speciale.

### Divizionul 164 Forțe Navale Pentru Operații Speciale

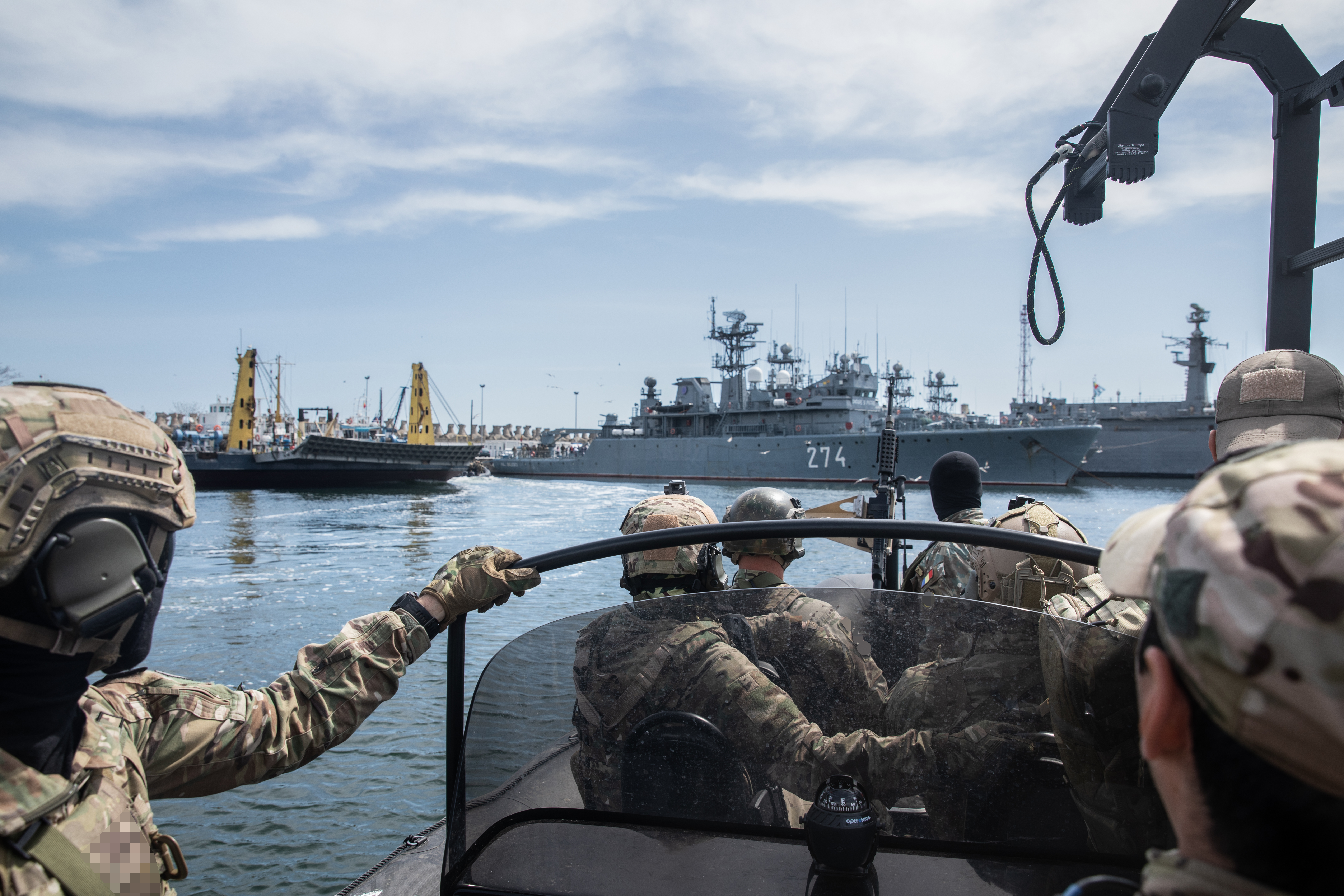
Forțele Navale de Operațiuni Speciale Române (NAVSOF) se antrenează împreună cu US Navy SEALS în timpul exercițiului Trojan Footprint 2022

Divizionul 164 Forțe Navale pentru Operații Speciale este componentă navală a trupelor de elită ale Armatei Române. În 1998, Divizionul 175 Nave Scafandri a fost format prin fuzionarea tuturor unităților de scafandri de adâncime și de luptă. În decembrie 2014, secția de scafandri de luptă a Divizionului 175 a devenit „Secția de scafandri de luptă și operații speciale”. Din mai 2016, a fost numită a 164-a Divizie de Operații Speciale Navale. La acea vreme se afla sub comanda Centrului 39 Scafandri.

### Școala de instruire a forțelor pentru operații speciale „Burebista”
În 2017 a fost înființată Școala de Aplicare a Forțelor pentru Operații Speciale. Primul curs s-a desfășurat cu sprijinul Centrului Comun de Pregătire pentru Parașutiști, Operații Speciale și JTAC din Buzău. Școala a primit porecla „Burebista” în 2020. În 2021, școala a fost transformată în Școala de instruire a forțelor pentru operații speciale - ScIFOS, ca urmare a înființării Centrului de Pregătire pentru Operații Speciale Navale la Mangalia.
Barăcile Școlii de Instruire a Forțelor de Operațiuni Speciale se află în apropiere de Vlădeni, județul Brașov. Cazarea elevilor este asigurată în clădiri modulare cu o capacitate de 130 de locuri.

## Cronologie
- Batalionul 1 Operații Speciale : 1 martie 2003 - 1 august 2009
- Regimentul 1 Operații Speciale : 1 august 2009 – 25 octombrie 2011
- Brigada 6 Operații Speciale : 25 octombrie 2011 – 1 martie 2018
- Comandamentul Forțelor pentru Operații Speciale : 1 martie 2018 – prezent